# Augochloropsis crassigena
Augochloropsis crassigena är en biart som beskrevs av Jesus Santiago Moure 1943. Augochloropsis crassigena ingår i släktet Augochloropsis och familjen vägbin. Inga underarter finns listade.